# Poroloh Yacouba Soro
Pour les articles homonymes, voir Soro.
Poroloh Yacouba Soro, né le 30 juin 1989, est un coureur cycliste ivoirien.

## Biographie
En 2012, Poroloh Yacouba Soro se distingue en devenant champion national de Côte d'Ivoire à Treichville, sous les couleurs de la Société omnisports de l'armée,.
Lors de la saison 2017, il s'impose au niveau national sur le Grand Prix de l'Union européenne à Abengourou, dont c'est la première édition. Il remporte également la deuxième étape du Tour de l'Indépendance, qui voit la victoire finale de son coéquipier Amadou Lengani.

## Palmarès
- 2009
  - 3e du championnat de Côte d'Ivoire sur route
- 2012
  -  Champion de Côte d'Ivoire sur route
- 2014
  - Grand Prix des Régions des Grands Ponts
  - Biabou-Montezo-Biabou
- 2017
  - Grand Prix de l'Union européenne
  - 2e étape du Tour de l'Indépendance de la Côte d'Ivoire
- 2020
  - 3e du championnat de Côte d'Ivoire sur route
- 2021
  - 2e étape du Tour de l'Est International[5]
  - 2e du Tour de l'Est International